# Brandon Graham
Pour les articles homonymes, voir Brandon Graham (football américain).
Brandon Graham (né en 1976 en Oregon) est un auteur et dessinateur américain de bande dessinée. Le scénariste est principalement connu pour les comics Prophet, Multiple Warheads et King City,. Il vit à Vancouver en Colombie-Britannique avec sa femme Marian Churchland.

## Prix et récompenses
- 2013 : Prix Eisner du meilleur recueil pour King City